# Recreation Park
Le Recreation Park (officiellement appelé The Indrodrill Stadium pour des raisons de naming) est un stade de football construit en 1895 et situé à Alloa.
D'une capacité de 3 100 places, il accueille les matches à domicile du Alloa Athletic, club du championnat écossais.

## Histoire
Le Recreation Park est le stade du Alloa Athletic depuis sa construction en 1895. Dans les années 1920, une tribune en bois y a été construite. Dans les années 1950, une tribune supplémentaire couverte a été construite, du côté d'Hilton Road. L'éclairage de nuit a été installé en 1979 et une nouvelle tribune principale, remplaçant celle en bois, a été construite en 1991, dont la majeure partie des 350.000£ de coût ont été pris en charge par le Football Trust (en). 
Le Recreation Park possède deux tribunes latérales avec des places assises. La tribune principale, de 400 places, est utilisée par les supporteurs du club alors que la tribune opposée est habituellement réservée pour les supporteurs des équipes visiteuses.
Une pelouse artificielle y a été installée avant le début de la saison 2007-08.
Depuis le 12 septembre 2014, le stade s'appelle officiellement The Indodrill Stadium à la suite d'un contrat de naming.
La proximité des Ochil Hills, visibles depuis les tribunes et le terrain, lui donne un côté champêtre.

## Affluence
Le record d'affluence est de 15 467 spectateurs venues pour un match entre Alloa Athletic et le Celtic en Coupe d'Écosse 1954-55.
Les moyennes de spectateurs des dernières saisons sont :
- 2014-2015 : 1 429 (Championship League)
- 2013-2014 : 876 (Championship League)
- 2012-2013 : 551 (Division Two)

## Utilisation
Le club du Alloa Athletic en est le propriétaire, administrateur et principal utilisateur.
Dans le milieu des années 1990, l'équipe réserve des Rangers y jouait leurs matches à domicile. Le club du Clyde FC y a joué en 2012 (la première partie de la saison 2012-13) quand leur propre stade de Broadwood Stadium n'était pas praticable car on y installait une pelouse synthétique.

## Transports
Le Recreation Park est accessible depuis la Alloa railway station (en) et est situé sur Clackmannan Road, qui est le nom que prend la A907 en traversant Alloa.